# 경영 개발
경영 개발(Management development)은 관리자가 자신의 경영 기술을 배우고 개선하는 과정이다.

## 배경
조직 개발에서 경영 효율성은 조직 성공의 결정 요인으로 인식된다. 따라서 경영 개발에 대한 투자는 조직에 직접적인 경제적 이익을 가져다줄 수 있다. 2004년 관리자당 연간 경영 및 리더십 개발에 지출된 금액은 £1,035로, 관리자당 평균 6.3일이었다.

## 경영 개발 접근 방식
- 기능 장애 분석
- 멘토링
- 코칭
- 직무 순환
- 직업훈련
- 비즈니스 워크플로 분석
- 상향식 피드백[3]
- 임원 교육
- 관리 훈련

## 경영 개발 목적
관리자는 조직의 의사결정 과정에서 필수적인 부분이다. 따라서 경영 개발은 그들의 성과를 향상시키는 데 중요한 요소이다. 경영 개발 프로그램은 직원 이직을 줄이고, 직원 만족도를 개선하고, 회사가 관리자 성과를 더 잘 추적할 수 있게 하며, 관리자의 인력 관리 기술을 개선하고, 관리 생산성과 사기를 높이며, 관리자를 기술 변화에 대비시킬 수 있다.

## 액션러닝
많은 경영 자격 과정에는 이제 액션러닝 요소가 포함되어 있다. 액션러닝은 개인이 실제 경험에서 가장 잘 배운다고 주장한다.

## 코칭
코칭은 개인이 특정 개인적 또는 직업적 결과나 목표를 달성하는 동안 지원받는 교육, 훈련 또는 개발 과정이다. 코칭은 실질적인 결과와 생산성뿐만 아니라 무형의 이익에도 영향을 미치는 효과적인 학습 도구이다. 이는 개인 성과 향상, 성과 부진 문제 해결, 개인 학습 요구 사항 식별에 도움이 된다.

## 경영 교육
1980년대 초반부터 영국 교육에서 가장 큰 성장 분야 중 하나는 대학 수준의 경영 교육 성장이었다. 많은 학생들이 주간 파트 타임 대학/대학교 출석 외에도 원격 학습을 활용한다. 영국 비즈니스 스쿨의 수는 1970년대 초반 2개에서 100개 이상의 제공 기관으로 증가했다.

## 심리적 특성에 따른 선발
이란의 석유 산업 중급관리직을 대상으로 한 연구는 자립, 자기 효능감, 신뢰 (사회과학) 구축, 법적 태도를 기반으로 중급 관리자를 선발하는 것의 장점을 시사한다.

## 경영 개발 프로그램
대기업과 경영 기관은 현재 및 미래의 관리자들이 경영 개념, 경영 실무, 접근 방식 및 관점에 대한 이해를 발전시킬 수 있도록 경영 개발 프로그램(MDP)을 실시한다. 참가자는 몰입형 학습 경험을 받고, 상황별 문제에 대한 통찰력을 제공하도록 장려되며, 그룹 내 다른 참가자의 견해를 접하게 된다. 이 과정을 통해 그들은 문제 해결 기술과 분석적 사고 능력을 습득한다.

## 같이 보기
- 리더십 개발
- 훈련 및 개발